# Ik bel je zomaar even op
Ik bel je zomaar even op is een lied van de Nederlandse zanger Gordon. Het werd in 1994 uitgebracht als single en stond in 1993 als eerste track op het album Alles wat ik ben.

## Achtergrond
Ik bel je zomaar even op is geschreven door Peter van Asten en Velibor Weller. Het is een nederpoplied waarin een belletje van de liedverteller naar zijn geliefde wordt beschreven, waarin de liefverteller zegt dat hij van degene houdt. Op de B-kant van de single staat Laten we het licht uitdoen, welke is geschreven door Mensje van Keulen, John Ewbank en Van Asten.

## Hitnoteringen
De zanger had bescheiden succes in de Nederlandse hitlijsten. In de Mega Top 50 kwam het tot de 28e plaats. Het stond zes weken in deze hitlijst. In de drie weken dat het in de Top 40 te vinden was, piekte het op de dertigste plaats.